# Life on other planets
Life On Other Planets es el cuarto álbum de estudio de la banda de rock inglesa Supergrass. Fue lanzado al mercado en el 2002 y fue el primero en el que Rob Coombes participó como miembro oficial de la banda.
Llegó a ocupar la novena posición en las listas de venta británicas.

## Lista de canciones
1. "Za" – 3:04
2. "Rush Hour Soul" – 2:55
3. "Seen the Light" – 2:25
4. "Brecon Beacons" – 2:56
5. "Can't Get Up" – 4:02
6. "Evening Of The Day" – 5:18
7. "Never Done Nothing Like That Before" – 1:43
8. "Funniest Thing" – 2:29
9. "Grace" – 2:30
10. "La Song" – 3:43
11. "Prophet 15" – 4:05
12. "Run" – 5:28

- Datos: Q1936222